# Amphilochoides pseudolongimanus
Amphilochoides pseudolongimanus is een vlokreeftensoort uit de familie van de Amphilochidae. De wetenschappelijke naam van de soort is voor het eerst geldig gepubliceerd in 1977 door Ledoyer.